# Les Roberts
Les Roberts (vero nome Lester Roubert) (Chicago, 18 luglio 1937) è uno scrittore e sceneggiatore statunitense.
Les Roberts ha iniziato la carriera di scrittore dopo aver lavorato ad Hollywood per venticinque anni come sceneggiatore per numerose produzioni televisive, fra cui The Lucy Show, The Andy Griffith Show, The Jackie Gleason Show e The Man from U.N.C.L.E.
Nel 1986 lo scrittore ha vinto il premio "Best First Private Eye Novel Contest" con il suo romanzo giallo An Infinite Number of Monkeys, un mistery in cui indaga il detective privato Saxon, protagonista di una serie di romanzi ambientati a Los Angeles.
Les Roberts è autore anche di un'altra serie di romanzi con Milan Jacovich come protagonista, ambientati a Cleveland (Ohio).

## Opere

### Romanzi con Saxon
- Scritto col sangue, (An Infinite Number Of Monkeys), 1986
- Not Enough Horses, 1988
- A Carrot For The Donkey, 1989
- Snake Oil, 1990
- Seeing The Elephant, 1992
- The Lemon Chicken Jones, 1994

### Romanzi con Milan Jacovich
- Pepper Pike (1988)
- Full Cleveland (1989)
- Deep Shaker (1991)
- The Cleveland Connection (1993)
- The Lake Effect (1994)
- The Duke Of Cleveland (1995)
- Collision Bend (1996)
- The Cleveland Local (1997)
- A Shoot In Cleveland (1998)
- The Best Kept Secret (1999)
- The Indian Sign (2000)
- The Dutch (2001)
- The Irish Sports Pages (2002)
- King of the Holly Hop (2008)

### Altri libri
- The Chinese Fire Drill (2001)
- The Scent of Spiced Oranges and Other Stories (2002)